# Pérola (Paraná)
Pérola é um município brasileiro situado na microrregião de Umuarama, noroeste do estado do Paraná. Sua população estimada é de 11.878 habitantes, conforme dados do IBGE de 2022.

## História
O município foi criado por força da Lei nº 5.395, de 14 de setembro de 1966, desmembrado do município de Xambrê, do qual era distrito.

## Etimologia
O Município recebe o nome de Pérola em homenagem  a Pérola Ellis Byington, mãe de Alberto Byington Júnior, um dos sócios da Companhia Byington de Colonização Ltda., grande proprietária de terras no Paraná e que promoveu o desmatamento e a colonização de parte do noroeste do Estado.